# Setswana
Setswana, tswana eller bara tswa, är ett bantuspråk som talas av omkring fyra och en halv miljoner människor i Botswana och Sydafrika, samt av tswanafolk i Zimbabwe och Namibia. Det är officiellt språk jämte engelska i Botswana och ett av Sydafrikas elva officiella språk. Majoriteten av talare bor i Sydafrika. Språket är nära besläktat med sesotho och setswana anses vara livskraftigt.

## Fonologi

### Konsonanter
|             |             | Labial | Alveolar | Alveolar | Postalveolar | Palatal | Velar | Uvular | Glottal |
| ----------- | ----------- | ------ | -------- | -------- | ------------ | ------- | ----- | ------ | ------- |
| Central     | Lateral     | Labial |          |          | Postalveolar | Palatal | Velar | Uvular | Glottal |
| Nasal       | Nasal       | m      | n        |          |              | ɲ       | ŋ     |        |         |
| Klusil      | Asp.        | p \| b | t \| d   |          |              |         | k     |        |         |
| Klusil      | Oasp.       | ph     | th       |          |              |         | kh    | qh     |         |
| Affrikat    | Asp.        |        | ts       | tɬ       | ʧ \| ʤ       |         |       |        |         |
| Affrikat    | Oasp.       |        | tsh      | tɬh      | ʧh           |         |       |        |         |
| Frikativ    | Frikativ    | f      | s        |          | ʃ            |         |       | χ      | h       |
| Tremulant   | Tremulant   |        | r        |          |              |         |       |        |         |
| Approximant | Approximant | w      |          | l        |              | j       |       |        |         |

Källa:

### Vokaler
|             | Främre | Central | Bakre |
| ----------- | ------ | ------- | ----- |
| Sluten      | i      |         | u     |
| Mellanslut  | e      |         | o     |
| Mellanöppen | ɛ      |         | ɔ     |
| Öppen       |        | a       |       |

Källa:
| Wikipedia | Wikipedia har en upplaga på Setswana. |